# Ernest Edward Williams
Ernest Edward Williams (* 7. Januar 1914 in Easton (Pennsylvania); † 1. September 1998 in Pennsylvania) war ein US-amerikanischer Herpetologe.
Williams studierte nach Wehrdienst im Zweiten Weltkrieg an der Columbia University bei William King Gregory mit der Promotion 1950. Seine Dissertation war über die Struktur der Nackenwirbel von Schildkröten und Folgerungen daraus für deren Evolution. Danach ging er an die Harvard University als Assistent von Alfred Sherwood Romer, wurde Assistant Professor und 1957 als Nachfolger von Arthur Loveridge Kurator für Herpetologie am Museum of Comparative Zoology in Harvard. 1970 erhielt er eine volle Professur und 1972 wurde er Alexander Agassiz Professor für Zoologie. Im selben Jahr wurde er in die American Academy of Arts and Sciences gewählt. 1984 ging er in den Ruhestand.
Sein Studium der Systematik von Schildkröten brachten ihn zur Schlussfolgerung, dass die Bestände des Museums zwar breitgefächert waren, aber für systematische Zwecke unzureichend. Im Lauf seiner Tätigkeit als Kurator vervierfachte er die Bestände auf über 300.000 Exemplare zum Zeitpunkt seiner Emeritierung 1980. Er studierte besonders Eidechsen der Gattung Anolis aus der Karibik und Zentral- und Südamerika, die schon Thomas Barbour am Museum gesammelt hatte. Unter Williams wurde der Sammelbestand erheblich erweitert, da er an ihrem Beispiel Studien zur Evolution betreiben wollte. Er fand, dass sie sich unabhängig auf den Hauptinseln der Karibik entwickelten, aber mit ähnlichen Endformen je nach ökologischer Nische (Ökomorphe, Ecomorphs, ein Begriff, den er einführte).
Er erstbeschrieb 50 Arten von Reptilien. Eine Reihe Reptilien sind ihm zu Ehren benannt.

## Schriften
- mit Arthur Loveridge: Revision of the African tortoises and turtles of the suborder Cryptodira. In: Bulletin of the Museum of Comparative Zoology. 115, 6, 1957.